# Tento Czech Open 1999
Tento Czech Open 1999 byl tenisový turnaj pořádaný jako součást mužského okruhu ATP Tour, který se hrál na otevřených antukových dvorcích štvanického areálu. Konal se mezi 26. dubnem až 2. květnem 1999 v české metropoli Praze jako závěrečný třináctý ročník turnaje.
Turnaj celkově dotovaný 500 000 dolary, a s odměnami hráčům 475 000 dolarů, patřil do kategorie World Series. Nejvýše nasazeným hráčem ve dvouhře se stal druhý hráč světa Jevgenij Kafelnikov z Ruska.
Singlový titul získal 21letý Slovák Dominik Hrbatý, který tak vybojoval druhou kariérní trofej ve dvouhře z celkového počtu šesti vítězství. Ve finále zdolal 78. hráče žebříčku Ctislava Doseděla ve dvou setech. Čech odešel poražen ze štvanického finále podruhé za sebou. Vítězný Hrbatý v zápase praktikoval agresivní styl hry od základní čáry s tvrdými forhendy do hloubky soupeřovy části. Za výhru inkasoval 66 400 dolarů a 189 bodů. Deblovou soutěž ovládla česká dvojice Martin Damm a Radek Štěpánek.

## Mužská dvouhra

### Nasazení
| Stát         | Hráč                | ATP          | Nasazení |
| ------------ | ------------------- | ------------ | -------- |
| Rusko        | Jevgenij Kafelnikov | 2.           | 1.       |
| Chorvatsko   | Goran Ivanišević    | 18.          | 2.       |
| Francie      | Cédric Pioline      | 27.          | 3.       |
| Rusko        | Marat Safin         | 29.          | 4.       |
| Slovensko    | Dominik Hrbatý      | 35.          | 5.       |
| bez nasazení | bez nasazení        | bez nasazení | 6.       |
| Ekvádor      | Nicolás Lapentti    | 39.          | 7.       |
| Austrálie    | Andrew Ilie         | 41.          | 8.       |

### Jiné formy účasti
Následující hráči obdrželi divokou kartu do hlavní soutěže:
- Radek Štěpánek
- Martin Damm
- Cédric Pioline

Následující hráči postoupili z kvalifikace:
- Michal Tabara
- Radovan Světlík
- David Miketa
- Eduardo Nicolas

Následující hráč postoupil do hlavní soutěže jako tzv. šťastný poražený:
- Tuomas Ketola
- Tomáš Zíb
- Germán Puentes

## Mužská čtyřhra

### Nasazení
| Stát                                                          | Hráč           | Stát  | Hráč         | ATP | Nasazení |
| ------------------------------------------------------------- | -------------- | ----- | ------------ | --- | -------- |
| USA                                                           | Donald Johnson | Česko | Cyril Suk    | 52. | 1.       |
| Česko                                                         | Jiří Novák     | Česko | David Rikl   | 53. | 2.       |
| USA                                                           | Jared Palmer   | USA   | Jeff Tarango | 80. | 3.       |
| Jižní Afrika                                                  | Chris Haggard  | Česko | Pavel Vízner | 99. | 4.       |
| číslo „ATP“ je součtem žebříčkového postavení obou členů páru |                |       |              |     |          |

### Jiné formy účasti
Následující páry do hlavní soutěže obdržely divokou kartu:
- Jevgeni Kafelnikov /  Marat Safin
- Ctislav Doseděl /  Dominik Hrbatý
- Michal Tabara /  Tomáš Zíb

Následující pár postoupil do hlavní soutěže z kvalifikace:
- Tuomas Ketola /  Petr Pála

## Přehled finále

### Mužská dvouhra
- Dominik Hrbatý vs.  Ctislav Doseděl, 6–2, 6–2

### Mužská čtyřhra
- Martin Damm /  Radek Štěpánek vs.  Mark Keil /  Nicolás Lapentti, 6–0, 6–2